# Ruschia callifera
Ruschia callifera är en isörtsväxtart som beskrevs av L. Bol. Ruschia callifera ingår i släktet Ruschia och familjen isörtsväxter. Inga underarter finns listade i Catalogue of Life.